# ABN AMRO
ABN AMRO es un banco neerlandés, fundado en 1991 por la fusión de Algemene Bank Nederland (ABN, que significa «Banco General de los Países Bajos») y Ámsterdam-Rotterdam Bank (Amro Bank). A su vez cada uno de estos bancos procedía de la fusión de diversos bancos, el más antiguo de los cuales, el Nederlandsche Handel-Maatschappij (Sociedad Comercial de los Países Bajos) fue fundado en 1824. En la actualidad pertenece al estado neerlandés, que lo adquirió al banco belga Fortis.
A finales de 2007 un consorcio formado por los bancos Royal Bank of Scotland (RBS), Fortis y Banco Santander compró ABN AmRo con la intención de dividirlo y repartirse las diferentes áreas de negocio. Fortis adquirió las operaciones en Bélgica y los Países Bajos, manteniendo la marca para su negocio de banca minorista en estos países; el Banco Santander adquirió el Banco Real de Brasil y Banca Antonveneta de Italia (que vendió poco después) y RBS adquirió la división de banca mayorista y otros negocios, como por ejemplo los asiáticos y los de Argentina, Chile, Colombia, México y Venezuela. Además el Bank of America obtuvo los negocios de Estados Unidos, como el banco LaSalle.
El 3 de octubre de 2008, en una acción conjunta de los gobiernos de los Países Bajos, Bélgica y Luxemburgo, el estado neerlandés adquirió todos los negocios neerlandeses de Fortis, incluyendo su parte de ABN Amro. Esta intervención se produjo en plena crisis financiera internacional para salvar el banco de la quiebra. El 21 de octubre del mismo año el gobierno anunció la fusión de ABN-Amro y Fortis Holanda, optando por »un banco neerlandés fuerte». La integración tendrá como resultado la pérdida de 8000 puestos de trabajo y la desaparición de la rama financiera de Fortis. Por su parte el departamento de seguros de Fortis Países Bajos (posteriormente renombrado ASR Nederland) se pondrá a la venta.
El 1 de julio de 2010 se completó la fusión entre ABN AMRO Bank y Fortis Bank Nederland, creando una entidad combinada llamada ABN AMRO Bank N.V.

## Datos de ABN-AMRO antes de su desmembramiento
Tenía presencia en los cinco continentes y en especial en los principales centros financieros más desarrollados, como Londres, Nueva York, Ámsterdam, Singapur y Chicago.

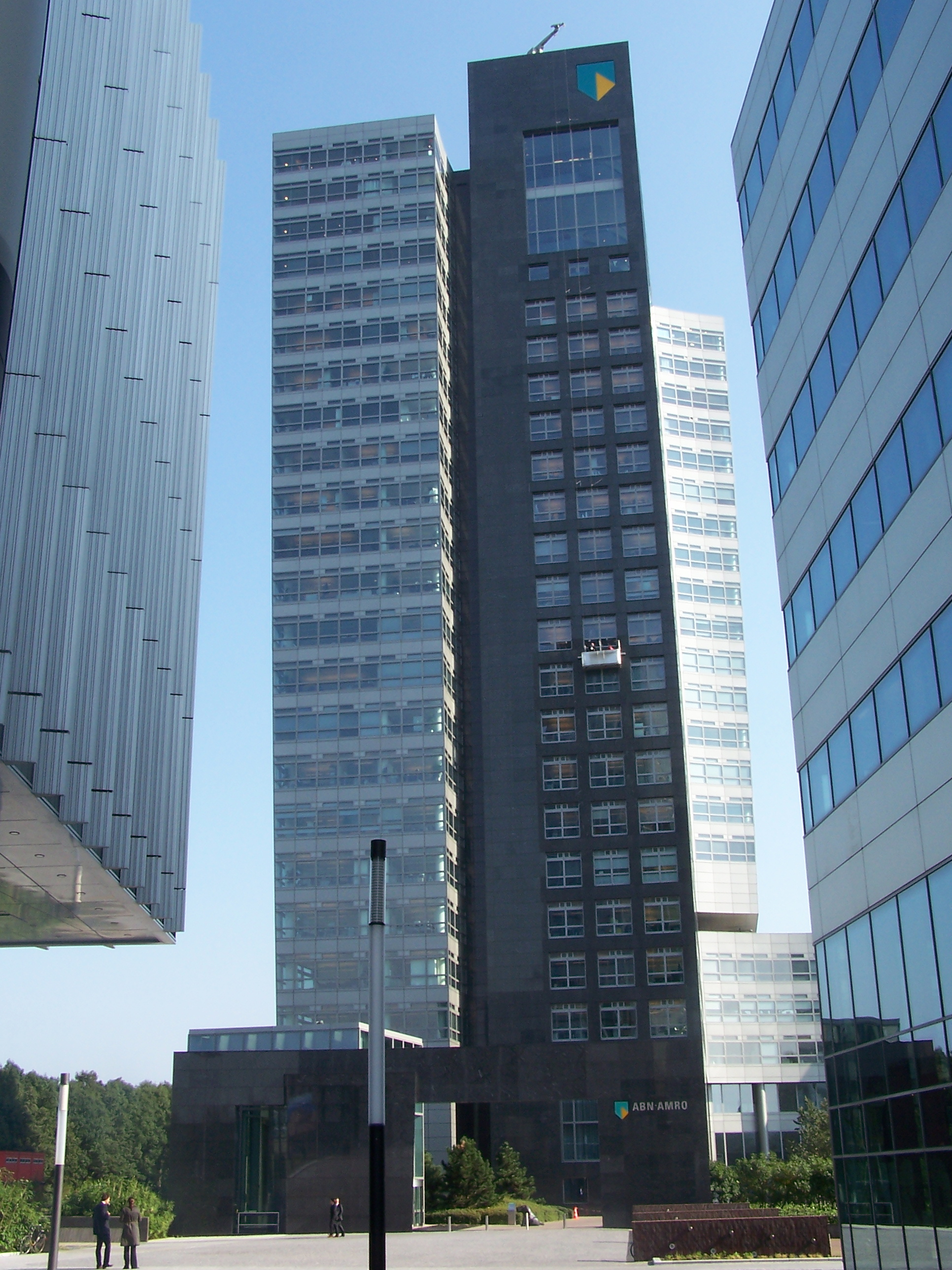
Oficinas de ABN AMRO en Ámsterdam.

Su extensa red internacional, capaz de entregar adecuadas soluciones financieras a sus clientes, hace de ABN AMRO una sólida plataforma para desenvolverse en la economía globalizada.
En términos de total de activos, ABN AMRO ocupa la 11.ª posición en Europa y es 20.ª en el mundo, con más de 3000 sucursales en más de 60 países y territorios, 96 000 empleados y un total de activos de euros, ostenta la cifra de 880,8 billones (a diciembre de 2005).
La calidad de sus activos y la gestión financiera que posee, ha permitido que sea calificado a nivel mundial por Standard & Poor's como AA, lugar en el cual se sitúan solamente bancos de excelencia. 
ABN AMRO ha estado presente en América Latina por más de 90 años y opera en 9 países diferentes, brindando servicios a nueve millones de clientes que incluyen particulares, pequeñas y medianas empresas, grandes corporaciones y el sector público.
ABN AMRO fue el patrocinador del Ajax Ámsterdam desde 1991 hasta la temporada 2007-2008.